# Desaparecer por completo
Desaparecer por completo és una pel·lícula de thriller de terror mexicana de 2022, dirigida per Luis Javier Henaine, i escrita per Ricardo Aguado. És protagonitzada per Harold Torres, Teté Espinoza i Fermín Martínez. La pel·lícula s'enfoca en un fotògraf de nota vermella que, després de retratar un cos en un misteriós edifici, comença a perdre els seus sentits sensorials.

## Argument
Santiago és un fotògraf de nota roja que viu a Ciutat de Mèxic. Treballa per a un tabloide i sovint suborna a policies perquè li permetin entrar a escenes del crim i prendre fotos de cadàvers. Es troba en una relació amb Marcela, qui li revela que està embarassada. Santiago es mostra poc inclinat a la notícia i tracta de convèncer-la de no tenir al bebè, ja que no estan llestos i la seva relació és inestable.
Un dia acudeix a l'escena del crim del senador Raúl Cortés, qui pel que sembla va morir després de ser menjat per rates durant dies sense tractar de defensar-se. Mentre pren fotos, el senador es desperta, revelant que està viu i demanant que el matin. Aquesta mateixa nit, mentre torna a la seva casa, Santiago és atacat i queda inconscient. En despertar, descobreix que li han robat la seva cartera i càmera, però no la memòria SD d'aquesta última.
L'endemà, mentre pren fotos del cadàver d'una dona embarassada, Santiago descobreix que no pot fer olor. La dona l’ataca i Santiago convulsiona en el pis. Un dia després, Santiago visita a Marcela en el seu treball com a infermera. Mentre mengen, Santiago li revela a Marcela que va perdre el gust. Exàmens mèdics indiquen que Santiago es troba en perfecte estat. En adonar-se de la situació, Santiago acudeix a una bruixa, qui li revela que el van maleir com a represàlia d'alguna cosa que va fer. Escèptic a l'inici, Santiago descobreix que ha perdut el tacte. Aquesta mateixa nit, Santiago sacrifica al seu gos en un ritual de bruixeria intentant trencar la maledicció. El ritual sembla tenir èxit, però la bruixa li expressa que els sentits que va perdre ja no tornaran.
L'endemà al matí, Santiago descobreix que el ritual no ha funcionat, la seva oïda es deteriora al llarg del dia. En la seva recerca per salvar-se, descobreix que el senador a qui va prendre les fotos va ser maleït amb bruixeria per una senadora rival, perdent tots els seus sentits al llarg de cinc dies. I ell, en prendre proves, també va ser maleït en represàlia. Santiago es dirigeix a una casa en el bosc on descobreix una foto seva al costat de la seva càmera robada, objectes de màgia negra i més fotos de persones maleïdes. En el bosc, una criatura balla al costat d'una foguera. La criatura el descobreix i el deixa inconscient. En despertar, Santiago descobreix que ja no pot sentir, la criatura li ofereix retornar-li els seus sentits a canvi de la vida del seu bebè per néixer. Encara que es nega a l'inici, Santiago accedeix i torna amb Marcela per a induir-li un avortament. Mentre la seva vista es deteriora, Santiago prepara una tassa de te amb un líquid per a fer avortar a Marcela. Aquesta última torna a la casa i consola a Santiago mentre aquest plora per estar a punt de perdre tots els sentits. Marcela pren la tassa de te que li va preparar Santiago, qui en l'últim moment la trenca, impedint que Marcela la begui. La pantalla es fon a negre mentre Santiago perd la vista, «desapareixent» per complet.

## Repartiment
- Harold Torres com Santiago Mendoza[5]
- Teté Espinoza com Marcela Colorado Luna[5]
- Fermín Martínez com oficial José Luis Basurto «Cabo Catoche»[5]
- Vicky Araico com oficial Lupe Sampredo[5]
- Norma Reyna com Leonor Romero[5]
- Quetzalli Cortés com Nigromant[5]
- Eligio Meléndez com Elías Lozano Mata[5]
- José Manuel Poncelis com xamà[5]
- Luis Arrieta com paramèdic[5]
- Waldo Facco com informant[5]
- Sergio Autrey Noriega com valet parking[5]
- Kenny Serratos com paramèdic[5]
- Luis Flores com policia[5]
- Ivette Aguilera com dona atropellada[5]
- Gonzalito com zombi[5]
- Fran Recinas com assistent d’Elías[5]
- Juan Sahagún com senador Raúl Corés[5]
- Dita Edith Pérez com dona embarassada[5]
- Jessica Palacios com adolescent suicida[5]
- Carolina Contreras com neuròloga[5]
- Paulina Olvera com infermera[5]
- Emmanuel Aguilar com Moreno[5]
- Florentino Guzmán com venedor a mercat[5]
- Manuel Cruz Vivas com fillol[5]
- Sandra Caledón com planyidera[5]
- María Goycoolea Artís com senadora Elena Castellanos[5]

## Producció

### Desenvolupament
En entrevista per a GQ, Henaine va esmentar que la producció va tenir de referències les pel·lícules Se7en i Blow Up, mentre que Torres va declarar que va tenir com a influència la història de Michael Hutchence, vocalista de INXS, qui va morir com a resposta a perdre el sentit del gust.
El productor Pablo Zimbrón va declarar que el personatge principal i la pel·lícula és un homenatge a Enrique Metinides, fotògraf mexicà. Per a la seqüència inicial del film, es va recrear la mort de Adela Legarreta Rivas, la dona protagonista d'un dels retrats més reconeguts de Metinides.

## Estrena
Desaparecer por completo es va projectar per primera vegada al Mòrbido Film Fest i el Festival Internacional de Cinema de Morelia i, posteriorment, va ser llançada en cinemes el 29 de febrer del 2024, on es va convertir en la cinquena pel·lícula mexicana més taquillera i es va mantenir per més d'un mes en cartellera. Posteriorment, es va estrenar en la plataforma de streaming Netflix. La pel·lícula va obtenir 8 nominacions als Premis Ariel, incloent-hi Millor Actor i Millors Efectes Visuals.

## Recepció
Al lloc web de l'agregador de ressenyes Rotten Tomatoes, la pel·lícula té una puntuació d'aprovació del 100% basada en 9 ressenyes, amb una puntuació mitjana de 7,4/10. Brian Tallerico de RogerEbert.com va donar a la pel·lícula una puntuació de tres sobre quatre estrelles; el va comparar favorablement amb els treballs de John Carpenter o Wes Craven, elogiant la seva fotografia i l'actuació de Torres. Alison Foreman de IndieWire va donar a la pel·lícula una nota de "B–", agradant-la a les pel·lícules americanes Arrossega'm a l'infern (2009) i Nightcrawler (2014), i escrivint això, "la seva presentació que s'arrossega la pell (sentiràs, oloraràs i fins i tot tastaràs algunes escenes) i la consideració extrema única d'un concepte aterridor fa que val la pena veure-la."

## Premis i reconeixements
| Any  | Premi                                       | Categoria                           | Nominació | Resultat  |
| ---- | ------------------------------------------- | ----------------------------------- | --- | --------- |
| 2024 | Premis Ariel                                | Millor actor                        | Harold Torres | Nominat   |
| 2024 | Premis Ariel                                | Millor disseny d'art                | Alisarine Ducolomb                                                                                                   | Nominat   |
| 2024 | Premis Ariel                                | Millor so                           | Federico González Jordán, António Porém Pires i José Miguel Enríquez                                                 | Nominat   |
| 2024 | Premis Ariel                                | Millor música composta per a cinema | Alejandro Otaola | Nominat   |
| 2024 | Premis Ariel                                | Millor fotografia                   | Glauco Bermúdez | Nominat   |
| 2024 | Premis Ariel                                | Millor maquillatge                  | Adam Zoller | Nominat   |
| 2024 | Premis Ariel                                | Millors efectes visuals             | Javier Velazquez Dorantes, Gustavo Bellón, Jesús Corrales Clark, René Allegretti, Jorge Palma Bermúdez i Thomas Boda | Guanyador |
| 2024 | Premis Ariel                                | Millors efectes especials           | Rocío Espinosa, Adam Zoller i Goyo Vega                                                                              | Guanyador |
| 2023 | Festival Internacional de Cinema de Morelia | Millor Pel·lícula                   | Desaparecer por completo                                                                                             | Nominat   |
| 2023 | Mórbido Film Fest                           | Millor Pel·lícula Llatinoamericana  | Desaparecer por completo                                                                                             | Nominat   |
| 2023 | Mórbido Film Fest                           | Menció especial                     | Luis Javier Henaine                                                                                                  | Guanyador |